# جون كيرك تاونسند
جون كيرك تاونسند (بالإنجليزية: John Kirk Townsend)‏ هو عالم حيوانات وعالم طيور وعالم نبات أمريكي، ولد في 10 أغسطس 1809 في فيلادلفيا في الولايات المتحدة، وتوفي في 6 فبراير 1851 في واشنطن العاصمة في الولايات المتحدة.